# Genkan

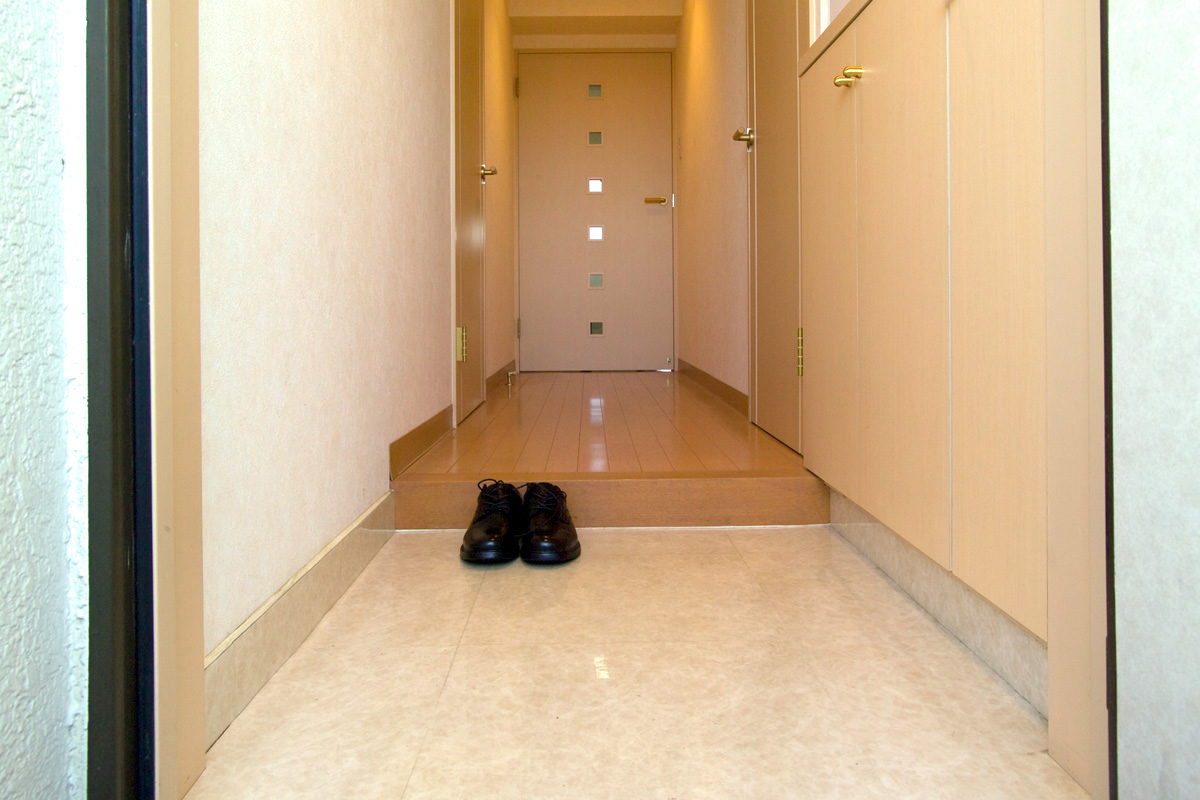
O genkan em uma residência do Japão, visto do lado de fora.

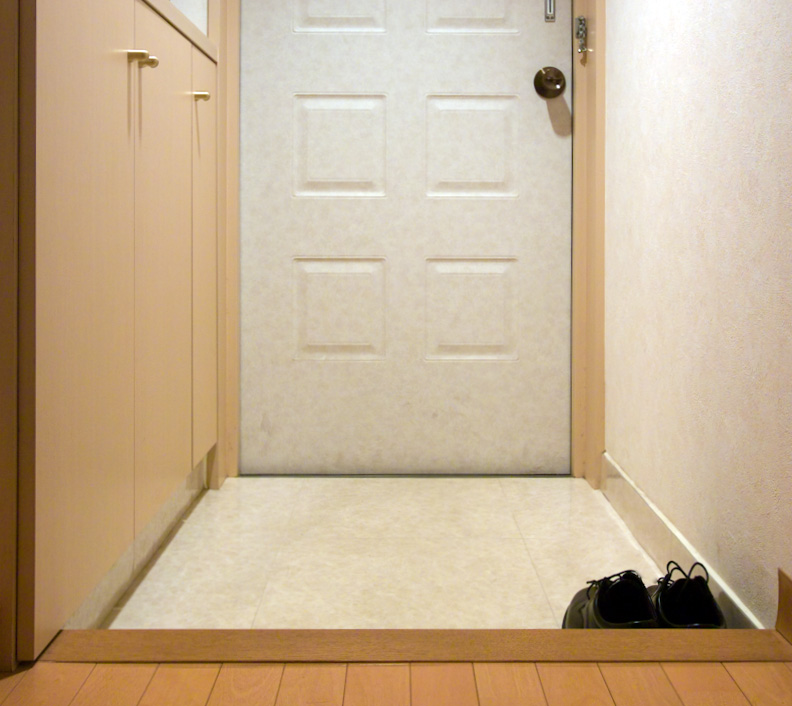
O genkan visto pelo lado de dentro da residência.

O Genkan (玄関) é a área de entrada tradicional para casas e prédios japoneses constituída de uma varanda, ou uma sala, com um tapete onde deve-se retirar os sapatos. A função principal do genkan é evitar que as sujeiras da rua que ficaram no sapato entrem dentro da casa, ou qualquer edifício.
O genkan é geralmente construído em desnível com o piso da casa para conter as sujeiras vindas da rua. Após retirado, os sapatos são geralmente dispostos com a frente virada para a porta, para serem vestidos mais facilmente na hora de sair, e veste-se um outro sapato, uwabaki, ou chinelo, surippa, para andar nos ambientes interiores do edifício. Normalmente, também, evita-se pisar no genkan descalço ou de meias.
O genkan é encontrado em vários prédios japoneses, incluindo escolas, edifícios governamentais, alguns restaurantes tradicionais, edifícios com tatame e empresas construídas em estilo antigo. Nas escolas, o genkan é equipado com armários onde os estudantes guardam sapatos com que vieram e vestem outros para andarem dentro do edifício.